# Hevel Lakhish

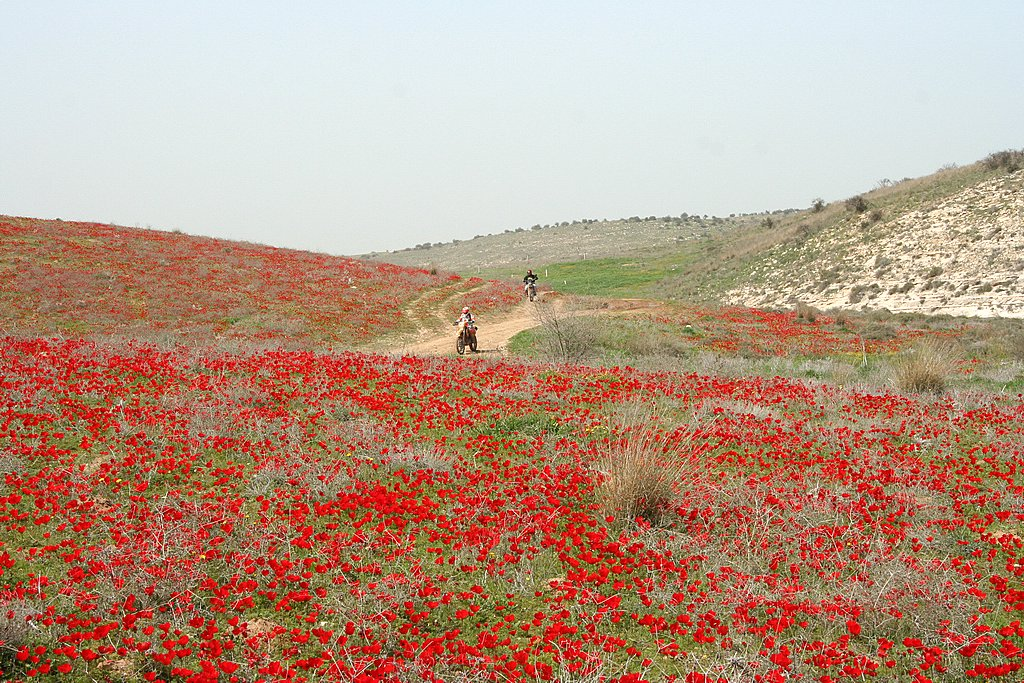
Champ d'anémones dans le Hevel Lakhish, à proximité du moshav Amatzia

Le Hevel Lakhish est une région du centre d'Israël, située entre les Monts de Judée à l'est et la ville d'Ashkelon à l'ouest. Au centre se trouve la ville de Kiryat Gat. Cette région tient son nom de l'ancienne ville de Lakhish.
Avant l'indépendance de l'État d'Israël, trois kibboutzim ont été créés dans la région (Negbah, Gath et Gal On), et 20 autres localités ont été créées après la création de l'état, au début des années 1950 puis entre 1954 et 1961.
Le développement du Hevel Lakhish a commencé en 1954 lorsque l'Agence juive pour Israël a créé une « Autorité du Hevel Lakhish » dont le but était d'intégrer le nombre important de nouveaux immigrants des années 1950 et d'établir une continuité de peuplement entre Gaza, alors rattaché à l'Égypte, et la région d'Hébron, sous contrôle jordanien.
La région a accueilli des colons du Goush Katif après le plan de désengagement unilatéral de la bande de Gaza mis en œuvre par Israël en 2004.